# 74824 Tarter
74824 Tarter este o planetă minoră (asteroid), cu un diametru de 4,075 km, din centura de asteroizi. A fost descoperită pe 12 octombrie 1999 la Fountain Hills Observatory⁠(d) de Charles W. Juels⁠(d). 
Obiectul prezintă o orbită caracterizată de o semiaxă mare de 2,38010363057 UAi, o excentricitate de 0,18, o înclinație de 3,6 ° în raport cu ecliptica.